# Лењер (Бергамо)
Лењер је насеље у Италији у округу Бергамо, региону Ломбардија.
Према процени из 2011. у насељу је живело 24 становника. Насеље се налази на надморској висини од 349 м.